# Broșteni (gmina w okręgu Mehedinți)
Broșteni – gmina w Rumunii, w okręgu Mehedinți. Obejmuje miejscowości Broșteni, Căpățânești, Luncșoara, Lupșa de Jos, Lupșa de Sus i Meriș. W 2011 roku liczyła 2865 mieszkańców.